# Kế hoạch

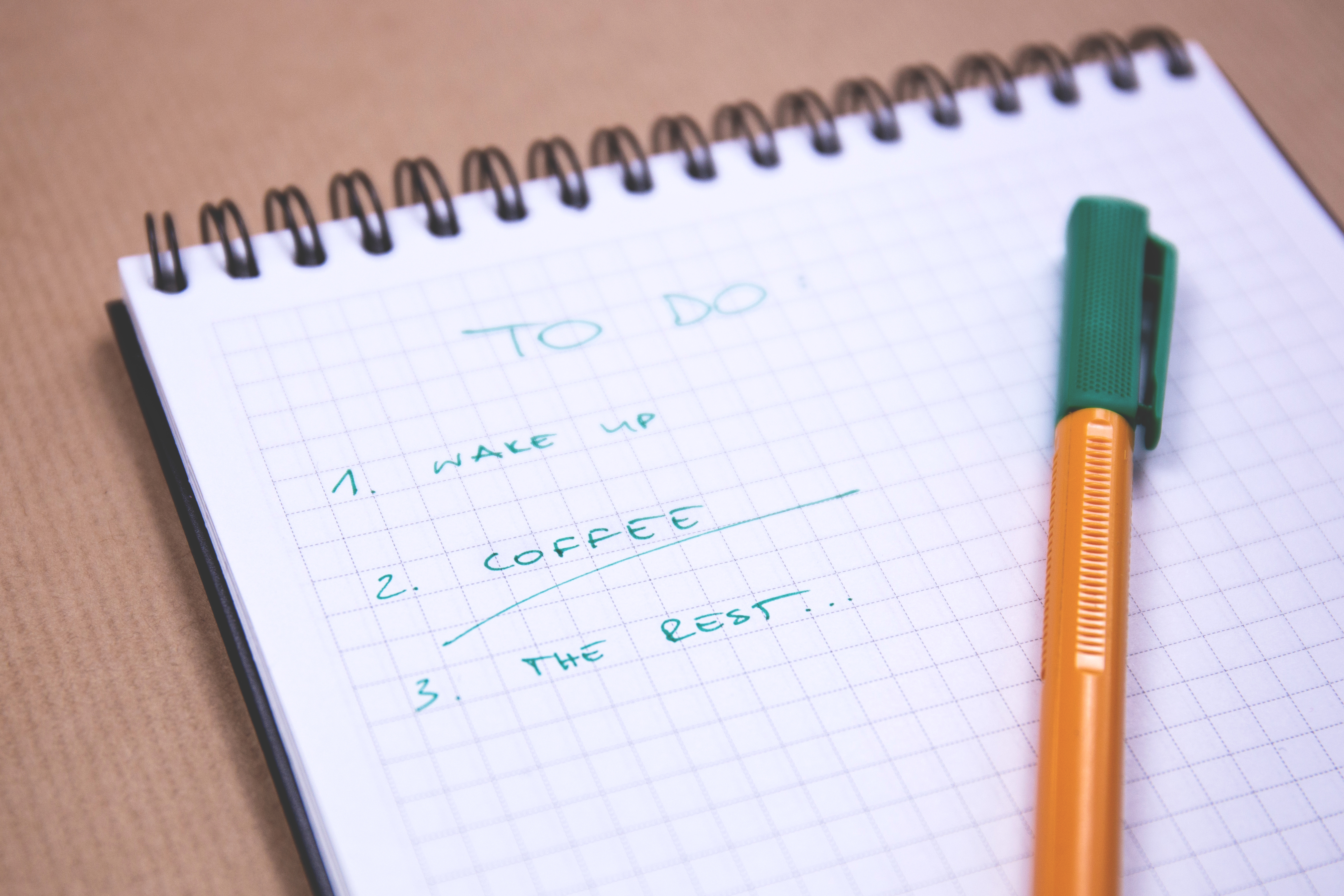
Một bản kế hoạch cá nhân trong ngày đơn giản với một danh mục các công việc cần làm gồm: thức dậy, làm một tách cà phê, và nghỉ ngơi

Kế hoạch là một tập hợp những hoạt động, công việc được sắp xếp theo trình tự nhất định để đạt được mục tiêu đã đề ra, ý định đã trù liệu trước. Lập kế hoạch là chức năng đầu tiên trong bốn chức năng của quản lý là lập kế hoạch, tổ chức, lãnh đạo và kiểm tra. Lập kế hoạch là chức năng rất quan trọng đối với mỗi nhà quản lý bởi vì nó gắn liền với việc lựa chọn mục tiêu và chương trình hành động trong tương lai Kế hoạch, điều thách thức lớn với hầu hết các nhà quản lý, đặc biệt là với các doanh nghiệp.

## Khái niệm
kế hoạch có thể là các chương trình hành động hoặc bất kỳ danh sách, sơ đồ, bảng biểu được sắp xếp theo lịch trình, có thời hạn, chia thành các giai đoạn, các bước thời gian thực hiện, có phân bổ nguồn lực, ấn định những mục tiêu cụ thể và xác định biện pháp, sự chuẩn bị, triển khai thực hiện nhằm đạt được một mục tiêu, chỉ tiêu đã được đề ra. Thông thường kế hoạch được hiểu như là một khoảng thời gian cho những dự định sẽ hành động và thông qua đó ta hy vọng sẽ đạt được mục tiêu. Nói đến kế hoạch là nói đến những người vạch ra mà không làm nhưng họ góp phần vào kết quả đạt được như bản kế hoạch đề ra.
Kế hoạch có thể được thực hiện một cách chính thức hoặc không chính thức, bằng văn bản, văn kiện hoặc bất thành văn, công khai minh bạch hoặc bí mật (đối với các kế hoạch tác chiến, tình báo, chính trị, đối ngoại hay tội phạm, gây án, hãm hại, trả thù hoặc một phần trong kế hoạch kinh doanh, làm ăn, tài chính…). Kế hoạch chính thức được phổ biến và áp dụng cho nhiều người, có nhiều khả năng xảy ra trong các dự án ví dụ như ngoại giao, công tác, phát triển kinh tế, các kế hoạch về thể thao, trò chơi, hoặc trong việc tiến hành kinh doanh khác.

## Vai trò
Ở góc độ tổng thể, việc xây dựng kế hoạch có ý nghĩa quan trọng. Trên thực tế, có thể không có kế hoạch nào hoàn toàn đúng, hoặc không khả thi nhưng không hoạch định gì thì cũng không được. Kế hoạch là tiêu chuẩn, là thước đo kết quả so với những gì đã đề ra. Kế hoạch dù có sai vẫn rất cần thiết điều này đặc biệt quan trọng trong kinh doanh, nó là trọng tâm của hoạt động kinh doanh. Việc viết một kế hoạch kinh doanh là một bước quan trọng trong việc tạo nên nền tảng cho quá trình thực hiện mục tiêu có tính thực tế của doanh nghiệp.
Ở góc độ cá nhân, khi lập được kế hoạch thì tư duy quản lý sẽ có hệ thống hơn để có thể dự liệu được các tình huống sắp xảy ra. Việc phối hợp được mọi nguồn lực của cá nhân, tổ chức để tạo nên một sức mạnh tổng hợp, có thể giữ vững mục tiêu cuối cùng hướng đến. Đồng thời dễ dàng kiểm tra, giám sát hiệu quả thực hiện dự án của cá nhân. Đặc biệt khi có kế hoạch chi tiết, cụ thể nó sẽ giúp tránh được những việc bị động, đột xuất chen ngang làm mất thời gian của cá nhân. David Besio-nhà nghiên cứu tại Đại học California-San Francisco nói: "Nếu bắt đầu một ngày mà không có kế hoạch, thì bạn sẽ luôn phải đối phó với những việc bất ngờ ập đến. Còn khi bạn đã có kế hoạch rõ ràng, những việc ngoài lề sẽ không thể cản trở được bạn".
Một kế hoạch cụ thể, chi tiết và sự quyết tâm thực hiện sẽ giúp cá nhân chiến thắng bệnh trì hoãn để đạt đến sự thành công. Nếu kế hoạch được thực hiện nghiêm túc, nó sẽ tạo ra những tác động mạnh mẽ bất ngờ. Lập kế hoạch và thực hiện nó là cách mà người thành công làm. Hãy giúp bản thân đi đến vinh quang bằng cách tạo lập một kế hoạch hành động phù hợp, bất kể bản đang ở hoàn cảnh nào. Mặc dù làm theo kế hoạch, họ vẫn hiểu rằng cần phải linh hoạt và cần cải tiến nhiều hơn nữa cũng như theo dõi chặt chẽ. Điều chỉnh kế hoạch theo những thành đổi và yêu cầu mới là cần thiết nhưng vẫn phải chú ý đến mục tiêu. Alan Mulally cho rằng: "Chúng ta có kế hoạch cụ thể cho tương lai, nhưng thỉnh thoảng chúng ta vẫn cần phải điều chỉnh cho phù hợp với thực tế hiện tại"

## Lập kế hoạch
Lập Kế hoạch hay lên kế hoạch, xây dựng kế hoạch, viết một bản kế hoạch thể là khâu đầu tiên. Peter Gollwitzer giải thích rằng: "Quyết định trước những gì cần làm giúp chúng ta tránh được sự phân tâm, thói quen xấu, hay hoàn thành những mục tiêu khó". Nhà nghiên cứu Debbie Moskowitz nhận thấy thứ Hai là ngày dành cho các công việc ít đòi hỏi, bao gồm lên mục tiêu, tổ chức và lập kế hoạch. 
Ngày nay, người ta dùng phương pháp 5W1H2C5M bao gồm các yếu tố sau:
Xác định mục tiêu, yêu cầu công việc: Khi xác định được yêu cầu, mục tiêu thì bạn sẽ luôn hướng trọng tâm các công việc vào mục tiêu và đánh giá hiệu quả cuối cùng. Nếu các bạn không thường xuyên hướng đến các mục tiêu, bạn sẽ dành cả cuộc đời mình chỉ để đạt được các mục tiêu của những người khác, đặc biệt là những người luôn biết hướng đến mục tiêu. Khi không có mục đích rõ ràng, ta trở nên trung thành kỳ lạ với những thứ vặt vãnh vớ vẩn
Xác định nội dung công việc: Công việc đó là gì và các bước, công đoạn thể thực hiện công việc đó. Cốt lõi của nội dung công việc là tác động vào đối tượng như thế nào thông qua việc xác định 3W (where, when, who). Trong đó:
- Địa điểm, không gian thực hiện kế hoạch, nơi bố trí, tập kết nguồn lực thực hiện kế hoạch
- Thời gian thực hiện kế hoạch: Thời gian bắt đầu, thời gian kết thúc, thời gian điều chỉnh thực hiện kế hoạch. Cần xác định được mức độ khẩn cấp và mức độ quan trọng của từng công việc như công việc quan trọng và khẩn cấp, công việc không quan trọng nhưng khẩn cấp, công việc quan trọng nhưng không khẩn cấp, công việc không quan trọng và không khẩn cấp.
- Chủ thể, đối tượng thực hiện kế hoạch: Gồm chủ thể thực hiện kế hoạch, chủ thể phối hợp, hỗ trợ thực hiện kế hoạch, chủ thể kiểm tra, giám sát, báo cáo thực hiện kế hoạch và chủ thể chịu trách nhiệm cho kế hoạch. Cùng với việc lập kế hoạch, thì cần phải theo dõi kế hoạch đã đặt ra nhất là đối với kế hoạch có sự tham gia của nhiều người, nhiều bộ phận thì phải có người theo dõi và kết nối từng đơn vị lại với nhau.

Xác định phương thức, cách thức tiến hành kế hoạch: Gồm tài liệu, cẩm nang hướng dẫn, chỉ dẫn thực hiện cho từng công việc, từng bước. Tiêu chuẩn của công việc, cách thức vận hành máy móc. Điều quan trọng là phải có dữ liệu, thông tin để xây dựng kế hoạch. Có thể là:
- Các công việc trong kế hoạch dài hạn trước đó
- Các công việc còn tồn cần phải giải quyết
- Các công việc mới phát sinh, giao thêm

Xác định việc tổ chức thực hiện, phân bổ nguồn lực gồm: xác định phương pháp kiểm soát và kiểm tra và đặc biệt là phải xác định cho được nguồn lực thực hiện gồm nguồn nhân lực, tài lực (tiền bạc), vật lực (nguyên liệu, hệ thống cung ứng, hệ thống máy móc, công nghệ) và phương thức, phương pháp làm việc (những nguyên tắc, quy trình, quy cách tiến hành).

## Các loại
- Kế hoạch quân sự hay kế hoạch tác chiến
- Kế hoạch kinh doanh
- Kế hoạch tài chính
- Kế hoạch tiếp thị
- Kế hoạch gia đình hay kế hoạch hóa gia đình
- Kế hoạch công tác: Là phương hướng, công việc thực hiện có thời hạn và tiến độ của một tổ chức, cơ quan, công ty, xí nghiệp
- Kế hoạch theo niên độ như Kế hoạch 05 năm (lần thứ nhất, lần thứ hai), kế hoạch năm, kế hoạch tháng.
- Kế hoạch cá nhân: Được đặc trưng bởi các hình thức như dự định của cá nhân về một công việc, dành thời gian cho một công việc, học tập, vui chơi, giải trí thể hiện như thời gian biểu, thời khóa biểu, lịch công tác cá nhân